# Lista de exploradores polares
Nesta lista estão relacionados os exploradores pioneiros em viagens as regiões polares.
- Adolf Erik Nordenskiöld[1]
- Adolphus Greely
- Adrian Hayes
- Adrien de Gerlache
- Albert Hastings Markham
- Alex Hibbert
- Alexander MacKenzie[2]
- Alfred Ritscher
- Alistar Mackay
- Ann Bancroft[3]
- Andrew Regan
- Antony Jinman
- Apsley Cherry-Garrard
- Børge Ousland
- Boris Vilkitsky
- Bernhard Hantzsch
- Carsten Borchgrevink
- Cecil Madigan
- Charles Francis Hall
- Charlie Paton
- Christian Leden
- Daniel Byles
- Donal Thomas Manahan
- Douglas Mawson
- Edgar Evans
- Edgeworth David
- Edith Ronne
- Edmund Hillary
- Edward Bransfield
- Edward Evans
- Edward Israel
- Edward William Nelson
- Edwin de Haven
- Elisha Kent Kane
- Emil Racovita
- Eric Marshall
- Eric Philips
- Erling Kagge
- Ernest de Koven Leffingwell
- Ernest Shackleton
- Fabian Von Bellingshausen
- Finn Ronne
- Francis Crozier
- Francis Leopold McClintock
- Frank Wild
- Fridtjof Nansen
- George Comer
- George John Dufek
- George Ketchum
- George Nares
- George Sedov
- George Walter Rice
- Helmer Hanssen
- Henry Cookson
- Henry Robertson Bowers
- Hjalmar Riiser-Larsen
- Hubert Wilkins
- Isaac Israel Hayes
- Jacques Cartier
- James Clark Ross
- James Cook
- James May[4]
- James Weddell
- Jameson Adams
- Janice Meek
- Jason de Carteret
- Jeremy Clarkson
- Jim McNeil
- John Franklin
- John Rae
- John Richardson
- John Ross
- Jon Bowermaster
- Josée Auclair
- Jules Dumont d'Urville
- Khariton Laptev
- Knud Rasmussen
- Lewis Gordon Pugh
- Lincoln Ellsworth
- Louise Boyd
- Matthew Alexander Henson[5]
- Michael Barne
- Nathaniel Palmer
- Nobu Shirase
- Olav Bjaaland
- Oscar Wisting
- Otto Schmidt
- Otto Sverdrup
- Paul Landry
- Paul Siple
- Pen Hadow
- Peter Freuchen
- Pierre-Espirit Radisson
- Piotr Fyodorovich Anjou
- Ralph Plaisted
- Richard Evelyn Byrd
- Richard Profit
- Richard Weber
- Roald Amundsen
- Robert Edwin Peary
- Robert Falcon Scott
- Robert Swan
- Rune Malterud
- Salomon August Andrée
- Samuel Hearne
- Sir Ranulph Fiennes
- Stian Aker
- Sverre Hassel
- Sydney L. Kirby
- Tobias Furneaux
- Todd Cairmchael
- Tom Crean
- Umberto Cagni
- Wally Herbert
- Will Steger[6]
- Willem Barents
- William Parry
- William Scoresby
- William Speirs Bruce
- Yakov Sannikov